# Oreopanax weberbaueri
Oreopanax weberbaueri là một loài thực vật có hoa trong Họ Cuồng cuồng. Loài này được Harms mô tả khoa học đầu tiên năm 1908.